# Shankar Jaikishan
Shankar Jaikishan (también conocidos como SJ), fue un dúo musical de la India; ellos se hicieron conocer dentro de la industria del cine hindi, y se mantuvieron activos desde 1949 hasta 1971. Junto con otros artistas compusieron melodías que perduraron entre las décadas de los 1960s y 1970s. Su mejor y más destacada obra es: "raga-based and having both lilt and sonority".

## Biografía

### Sankar
Shankar Singh Raghuvanshi (15 de octubre de 1922 - 26 de abril de 1987†) fue un cantante del norte de la India, pasó sus primeros años en Hyderabad. Durante sus años de formación en la música, Shankar aprendió a tocar la tabla, como un arte formalmente de Baba Nasir Khansahib. Durante muchos años, Shankar, ha estudiado como discípulo del legendario compositor Khawaja Khurshid Anwar, en cuya orquesta se presentó en sus actuaciones.
Shankar comenzó su carrera con un grupo de teatro dirigido por Satyanarayan y Hemawati, antes de pasar al Teatro Prithvi, realizó algunos pequeñas interpretaciones en obras de teatro. Shankar trabajó como asistente del dúo, a la cabeza del compositor de Husnlal Bhagatram.

### Jaikishan
Jaikishan Dayabhai Panchal (4 de noviembre de 1929 - 12 de septiembre de 1971†), fue un cantante de la India, era originario de Bansda (Vansada), Gujarat. Jaikishan era un experto en tocar el armonio. Posteriormente, obtuvo sus lecciones musicales de Sangeet Visharad Wadilalji y más adelante de Prem Shankar Nayak. Después de trasladarse a Bombay, se convirtió en un discípulo de Vinayak Tambe.

## Carrera
Además de trabajar en los teatros de Prithvi, Shankar solía visitar con frecuencia la oficina de un director llamado, Gujrati Chandravadan Bhatt, quien le había prometido a Shankar, para trabajar como director musical a medida que se producía una película. Fuera de la oficina de Bhatt, Shankar vio a Jaikishan varias veces. Un día, se inició una conversación y se descubrió que Jaikishan, era un experto en tocar el armonio, que él también estaba de visita al mismo productor, en busca de trabajo. Shankar más adelante, recordó que se desarrollaría una prueba como los demás y fue él quien en ese momento, aseguró a Jaikishan, de tocar el armonio en las obras de los teatros de Prithvi (sin pedir a Prithviraj a Kapoor, cariñosamente denominado Papaji). Papaji se encontró con Shankar y aceptó el buen grado de Jaikishan, para tocar el armonio. Pronto, dos de ellos desarrollaron una estrecha amistad. Aparte de seguir sus actividades musicales, también interpretaron en las obras de teatro, personajes entre ellas la famosa obra "Pathan".
Mientras trabajaban en los teatros de Prithvi, Shankar y Jaikishan, compusieron sus propios temas musicales y estuvieron en contacto con Raj Kapoor, que trabajaba como asistente del famoso director Kidar Sharma. Además que aspiraba en convertirse en un actor y director. De este modo, los tres se habían reunido en el Teatro Prithvi.

### Filmografía
Ganadores
| Año  | Película                 | Letra(s)                                        |
| ---- | ------------------------ | ----------------------------------------------- |
| 1957 | Chori Chori              | Shailendra, Hasrat Jaipuri                      |
| 1960 | Anari                    | Shailendra, Hasrat Jaipuri                      |
| 1961 | Dil Apna Aur Preet Parai | Shailendra, Hasrat Jaipuri                      |
| 1963 | Professor                | Shailendra, Hasrat Jaipuri                      |
| 1967 | Suraj                    | Shailendra, Hasrat Jaipuri                      |
| 1969 | Brahmachari              | Shailendra, Hasrat Jaipuri                      |
| 1971 | Pehchaan                 | Neeraj, Indeevar, Varma Malik                   |
| 1972 | Mera Naam Joker          | Shailendra, Hasrat Jaipuri, Neeraj, Prem Dhawan |
| 1973 | Be-Imaan                 | Varma Malik                                     |

#### Nominaciones
| Año  | Película                      | Letra(s)                                                                        |
| ---- | ----------------------------- | ------------------------------------------------------------------------------- |
| 1959 | Yahudi                        | Hasrat Jaipuri, Shailendra                                                      |
| 1960 | Chhoti Bahen                  | Hasrat Jaipuri, Shailendra                                                      |
| 1962 | Jis Desh Mein Ganga Behti Hai | Hasrat Jaipuri, Shailendra                                                      |
| 1964 | Dil Ek Mandir                 | Hasrat Jaipuri, Shailendra                                                      |
| 1965 | Sangam                        | Hasrat Jaipuri, Shailendra                                                      |
| 1966 | Arzoo                         | Hasrat Jaipuri                                                                  |
| 1969 | Diwana                        | Hasrat Jaipuri, Shailendra                                                      |
| 1970 | Chanda Aur Bijli              | Neeraj, Indeevar                                                                |
| 1972 | Andaz                         | Hasrat Jaipuri                                                                  |
| 1975 | Resham Ki Dori                | Neeraj, Indeevar                                                                |
| 1976 | Sanyasi                       | Vithalbhai Patel, Varma Malik, Vishweshawar Sharma, Hasrat Jaipuri, M G Hashmat |

## Discografía
| Año  | Película                      | Notas                                             |
| ---- | ----------------------------- | ------------------------------------------------- |
| 1949 | Barsaat                       |                                                   |
| 1951 | Awaara                        |                                                   |
| 1951 | Baadal                        |                                                   |
| 1951 | Kaali Ghata                   |                                                   |
| 1951 | Nageena                       |                                                   |
| 1952 | Daag                          |                                                   |
| 1952 | Parbat                        |                                                   |
| 1952 | Poonam                        |                                                   |
| 1953 | Aah                           |                                                   |
| 1953 | Aas                           |                                                   |
| 1953 | Aurat                         |                                                   |
| 1953 | Naya Ghar                     |                                                   |
| 1953 | Patita                        |                                                   |
| 1953 | Shikast                       |                                                   |
| 1954 | Badshah                       |                                                   |
| 1954 | Boot Polish                   |                                                   |
| 1954 | Mayurpankh                    |                                                   |
| 1954 | Pooja                         |                                                   |
| 1955 | Seema                         |                                                   |
| 1955 | Shri 420                      |                                                   |
| 1956 | Basant Bahar                  |                                                   |
| 1956 | Chori Chori                   | Filmfare Award for Best Music Director            |
| 1956 | Halaku                        |                                                   |
| 1956 | Kismat Ka Khel                |                                                   |
| 1956 | New Delhi                     |                                                   |
| 1956 | Patrani                       |                                                   |
| 1956 | Rajhath                       |                                                   |
| 1957 | Begunaah                      |                                                   |
| 1957 | Kathputli                     |                                                   |
| 1958 | Baaghi Sipaahi                |                                                   |
| 1958 | Yahudi                        | Nominated, Filmfare Award for Best Music Director |
| 1959 | Anari                         | Filmfare Award for Best Music Director            |
| 1959 | Chhoti Bahen                  |                                                   |
| 1959 | Kanahiya                      |                                                   |
| 1959 | Love Marriage                 |                                                   |
| 1959 | Main Nashe Me Hoon            |                                                   |
| 1959 | Shararat                      |                                                   |
| 1959 | Ujala                         |                                                   |
| 1960 | College Girl                  |                                                   |
| 1960 | Dil Apna Aur Preet Parai      | Filmfare Award for Best Music Director            |
| 1960 | Ek Phool Char Kaante          |                                                   |
| 1960 | Jis Desh Mein Ganga Behti Hai | Nominated, Filmfare Award for Best Music Director |
| 1960 | Singapur                      |                                                   |
| 1961 | Aas Ka Panchhi                |                                                   |
| 1961 | Boy Friend                    |                                                   |
| 1961 | Jab Pyar Kisi Se Hota Hai     |                                                   |
| 1961 | Junglee                       |                                                   |
| 1961 | Karorpati                     |                                                   |
| 1961 | Roop Ki Rani Choron Ka Raja   |                                                   |
| 1961 | Sasuraal                      |                                                   |
| 1962 | Aashiq                        |                                                   |
| 1962 | Asli-Naqli                    |                                                   |
| 1962 | Dil Tera Diwana               |                                                   |
| 1962 | Hariyali Aur Rasta            |                                                   |
| 1962 | Professor                     | Filmfare Award for Best Music Director            |
| 1962 | Rangoli                       |                                                   |
| 1963 | Dil Ek Mandir                 | Nominated, Filmfare Award for Best Music Director |
| 1963 | Ek Dil Sau Afsane             |                                                   |
| 1963 | Hamraahi                      |                                                   |
| 1964 | Ayee Milan Ki Bela            |                                                   |
| 1964 | Apne Huye Paraye              |                                                   |
| 1964 | April Fool                    |                                                   |
| 1964 | Beti Bete                     |                                                   |
| 1964 | Rajkumar                      |                                                   |
| 1964 | Sanjh Aur Savera              |                                                   |
| 1964 | Sangam                        | Nominated, Filmfare Award for Best Music Director |
| 1964 | Zindagi                       |                                                   |
| 1965 | Aarzoo                        | Nominated, Filmfare Award for Best Music Director |
| 1965 | Gumnaam                       |                                                   |
| 1965 | Jaanwar                       |                                                   |
| 1966 | Amrapali                      |                                                   |
| 1966 | Badtameez                     |                                                   |
| 1966 | Gaban                         |                                                   |
| 1966 | Love In Tokyo                 |                                                   |
| 1966 | Pyar Mohabbat                 |                                                   |
| 1966 | Suraj                         | Filmfare Award for Best Music Director            |
| 1966 | Teesri Kasam                  |                                                   |
| 1966 | Budtameez                     |                                                   |
| 1967 | Aman                          |                                                   |
| 1967 | An Everning In Paris          |                                                   |
| 1967 | Around The World              |                                                   |
| 1967 | Chhoti Si Mulaqat             |                                                   |
| 1967 | Diwana                        | Nominated, Filmfare Award for Best Music Director |
| 1967 | Gunahon Ka Devta              |                                                   |
| 1967 | Hare Kaanch Ki Chhodiyan      |                                                   |
| 1967 | Laat Sahab                    |                                                   |
| 1967 | Raat Aur Din                  |                                                   |
| 1968 | Brahmachari                   | Filmfare Award for Best Music Director            |
| 1968 | Duniya                        |                                                   |
| 1968 | Jhuk Gaya Aasman              |                                                   |
| 1968 | Kahin Aur Chal                |                                                   |
| 1968 | Kanyadaan                     |                                                   |
| 1968 | Mere Huzoor                   |                                                   |
| 1968 | Sapno Ka Saudagar             |                                                   |
| 1968 | Shikaar                       |                                                   |
| 1969 | Bhai Bahen                    |                                                   |
| 1969 | Chanda Aur Bijli              |                                                   |
| 1969 | Jahan Pyar Mile               |                                                   |
| 1969 | Prince                        |                                                   |
| 1969 | Pyar Hi Pyar                  |                                                   |
| 1969 | Sachaai                       |                                                   |
| 1969 | Shatranj                      |                                                   |
| 1969 | Tumse Achha Kaun Hai          |                                                   |
| 1969 | Yakeen                        |                                                   |
| 1970 | Bhai-Bhai                     |                                                   |
| 1970 | Dharti                        |                                                   |
| 1970 | Mera Naam Joker               | Filmfare Award for Best Music Director            |
| 1970 | Pagla Kahin Ka                |                                                   |
| 1970 | Pehchaan                      | Filmfare Award for Best Music Director            |
| 1970 | Tum Haseen Main Jawan         |                                                   |
| 1970 | Umang                         |                                                   |
| 1971 | Albela                        |                                                   |
| 1971 | Andaz                         | Nominated, Filmfare Award for Best Music Director |
| 1971 | Balidaan                      |                                                   |
| 1971 | Duniya Kya Jaane              |                                                   |
| 1971 | Ek Nari Ek Brahmachari        |                                                   |
| 1971 | Ek Paheli                     |                                                   |
| 1971 | Alaan                         |                                                   |
| 1971 | Jaane-Anjaane                 |                                                   |
| 1971 | Jawan Mohabbat                |                                                   |
| 1971 | Jeevitha Chakram              | Telugu Film                                       |
| 1971 | Jwalaa                        |                                                   |
| 1971 | Kal Aaj Aur Kal               |                                                   |
| 1971 | Laal Patthar                  |                                                   |
| 1971 | Main Sundar Hoon              |                                                   |
| 1971 | Naadan                        |                                                   |
| 1971 | Parde Ke Peechhe              |                                                   |
| 1971 | Patanga                       |                                                   |
| 1971 | Preetam                       |                                                   |
| 1971 | Seema                         |                                                   |
| 1972 | Aan Baan                      |                                                   |
| 1972 | Aankh Micholi                 |                                                   |
| 1972 | Aankhon Aankhon Mein          |                                                   |
| 1972 | Bandagi                       |                                                   |
| 1972 | Be-Imaan                      | Filmfare Award for Best Music Director            |
| 1972 | Dil Daulat Duniya             |                                                   |
| 1972 | Jangal Mein Mangal            |                                                   |
| 1972 | Riwaaz                        |                                                   |
| 1972 | Yaar Mera                     |                                                   |
| 1973 | Aaj Ki Taaza Khabar           |                                                   |
| 1973 | Chori Chori                   |                                                   |
| 1973 | Daaman Aur Aag                |                                                   |
| 1973 | Door Nahin Manzil             |                                                   |
| 1973 | Naina                         |                                                   |
| 1973 | Pyaar Ka Rishta               |                                                   |
| 1974 | Archana                       |                                                   |
| 1974 | Chhote Sarkar                 |                                                   |
| 1974 | Insaniyat                     |                                                   |
| 1974 | International Crook           |                                                   |
| 1974 | Resham Ki Dori                | Nominated, Filmfare Award for Best Music Director |
| 1974 | Tarzan Mera Sathi             |                                                   |
| 1974 | Vachan                        |                                                   |
| 1975 | Do Jhoot                      |                                                   |
| 1975 | Love In Bombay                |                                                   |
| 1975 | Neelima                       |                                                   |
| 1975 | Saazish                       |                                                   |
| 1975 | Sanyaasi                      | Nominated, Filmfare Award for Best Music Director |
| 1977 | Dhoop Chhaon                  |                                                   |
| 1977 | Duniyadari                    |                                                   |
| 1977 | Mera Vachan Geeta Ki Kasam    |                                                   |
| 1979 | Aatmaram                      |                                                   |
| 1979 | The Gold Medal                |                                                   |
| 1979 | Bombay Talkies                |                                                   |
| 1979 | Nageena                       |                                                   |
| 1980 | Garam Khoon                   |                                                   |
| 1981 | Mehfil                        |                                                   |
| 1981 | Naari                         |                                                   |
| 1982 | Chorni                        |                                                   |
| 1982 | Eent Ka Jawab Patthar         |                                                   |
| 1984 | Aakhiri Sangram               |                                                   |
| 1984 | Papi Pet Ka Sawal Hai         |                                                   |
| 1986 | Inteqam Ki Aag                |                                                   |
| 1986 | Krishna Krishna               |                                                   |
| 2013 | Love in Bombay                | Delayed release                                   |